# Reynolds (krater)
För andra betydelser, se Reynolds (olika betydelser).
Reynolds är en nedslagskrater på planeten Mars namngiven efter den irländske ingenjören Osborne Reynolds.
Kratern har en diameter på ungefär 90 km.